# Miposhka
Ярослав Найдёнов (род. 30 ноября 1997 года, Златоуст, Челябинская область, Россия) — российский киберспортсмен по Dota 2, также известный как Miposhka. Играет в команде Team Spirit. В 2021 году стал чемпионом мира по Dota 2 на турнире The International 10 и выиграл более 3,5 миллионов долларов. В 2023 году стал двукратным чемпионом мира по Dota 2 на турнире The International 12. За всю киберспортивную карьеру Miposhka заработал более 6 миллионов долларов.

## Карьера
Карьера Ярослава началась в 2014 году, когда он вступил в команду Yellow Submarine.
Первым выступлением Ярослава на большой сцене стал турнир The International 2017 в составе команды Team Empire. Победа коллектива в 1/8 плей-офф турнира стала одним из главных событий The International 2017. Тогда Team Empire обошли победителей The International 2015 — Evil Geniuses, со счётом 2:0. Команда заняла на турнире 7—8 место.
19 декабря 2020 года Team Spirit анонсировала новый состав по Dota 2, куда вошёл Miposhka.
17 октября 2021 года Ярослав стал чемпионом мира по Dota 2, выиграв The International 10 в составе Team Spirit. Команда получила более 18 000 000 $ призовыми, Miposhka — почти 4 000 000 $.
30 октября 2023 года Ярослав стал двукратным чемпионом мира по Dota 2, выиграв The International 12 в составе Team Spirit. Команда получила более 1 400 000 $ призовыми.